# Corporación Nacional Forestal

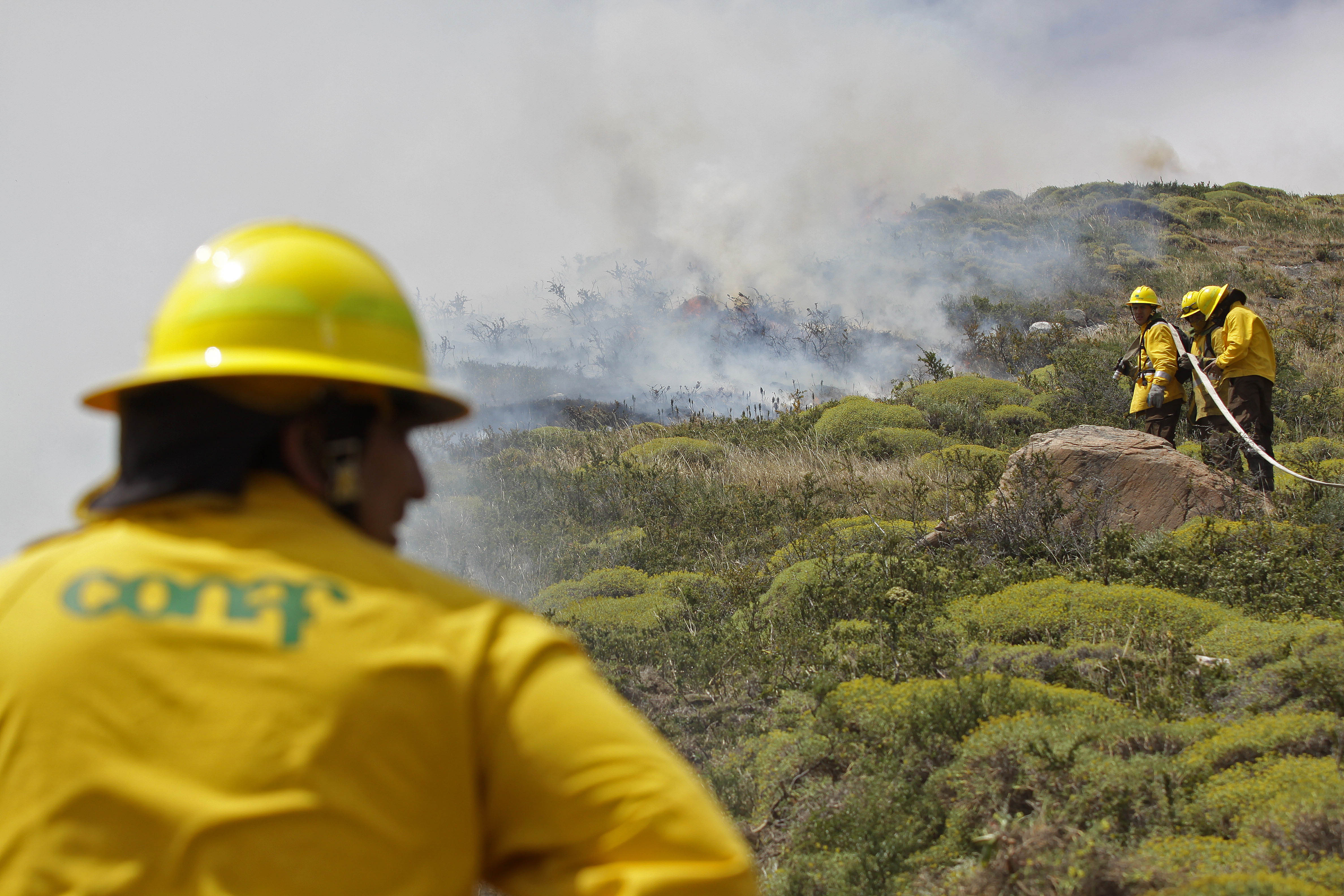
Brigaden der CONAF

Corporación Nacional Forestal (CONAF) (Auf Deutsch: Nationale Forstgesellschaft) ist die chilenische Forstbehörde.
Sie wurde 1970 durch das Landwirtschaftsministerium gegründet und überwacht u. a. die 32 Nationalparks (Parques Nacionales), 47 Naturschutzgebiete und 13 nationale Monumente von Chile mit einer Gesamtfläche von 140.000 km².
Das bekannteste Schutzgebiet in Chile ist der Nationalpark Torres del Paine im chilenischen Teil von Patagonien, nördlich von Punta Arenas und Puerto Natales.